# إستر رودريغيز
إستر رودريغيز (بالإسبانية: Esther Rodríguez)‏ (2 فبراير 1982 - ) هي لاعبة كرة طائرة إسبانيا.